# Krems (Lieser)
Die Krems (Kremsbach) ist ein linker Nebenfluss der Lieser in Kärnten, Österreich.

## Verlauf

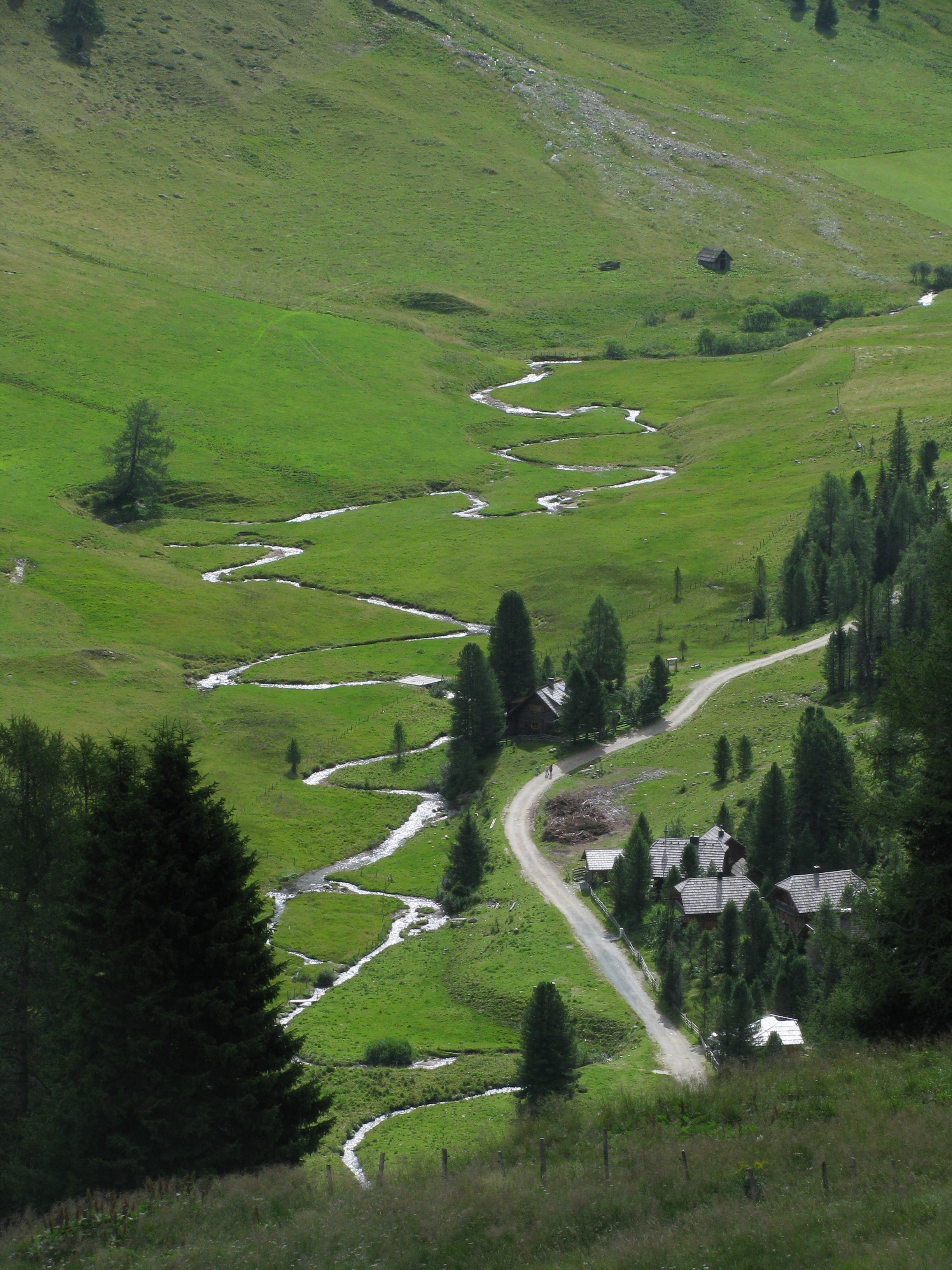
Mäandrierender Verlauf südlich der Dr.-Josef-Mehrl-Hütte

Der Ursprung der Krems ist der Abfluss des Rosaninsees nördlich vom Königstuhl. Sie fließt mäandrierend durch die Rosaninalm nach Norden und biegt bei der Dr.-Josef-Mehrl-Hütte, knapp vor dem Schönfeldsattel, nach Westen. Sie durchfließt Innerkrems und Vorderkrems und mündet bei Kremsbrücke in die Lieser.

## Berge
Die Krems durchfließt die Nockberge. Im Oberlauf liegt ihr Tal zwischen Seenock (2260 m) und Sauereggnock (2240 m) im Westen und Rosaninhöhe (2280 m) im Osten, im längeren Unterlauf fließt sie zwischen der Hohen Pressing (2370 m) im Süden und der Schwarzwand (2214 m) im Norden.

## Nebenbäche
Das Einzugsgebiet der Krems hat eine Fläche von 69,5 Quadratkilometer. Die größten Nebenbäche sind:
| Name            | Mündungsseite | Mündungsort | Einzugsgebiet in km² |
| --------------- | ------------- | ----------- | -------------------- |
| Heiligenbach    | links         | Innerkrems  | 11,6                 |
| Grünsangerlbach | links         | Vorderkrems | 10,6                 |

## Wirtschaft

### Eisenabbau
Vom 14. bis ins 19. Jahrhundert wurde in der Innerkrems Eisenerz abgebaut. Der Hochofen, der ursprünglich in Innerkrems stand, wurde 1861 nach Krems-Eisentratten gebracht.

### Tourismus
Das Schigebiet Innerkrems ging 2021 in Konkurs. Die Anzahl der Übernachtungen in der Wintersaison 2021/2022 lag bei rund 17.000, im Sommer 2022 bei 50.000.